# Sensor tátil

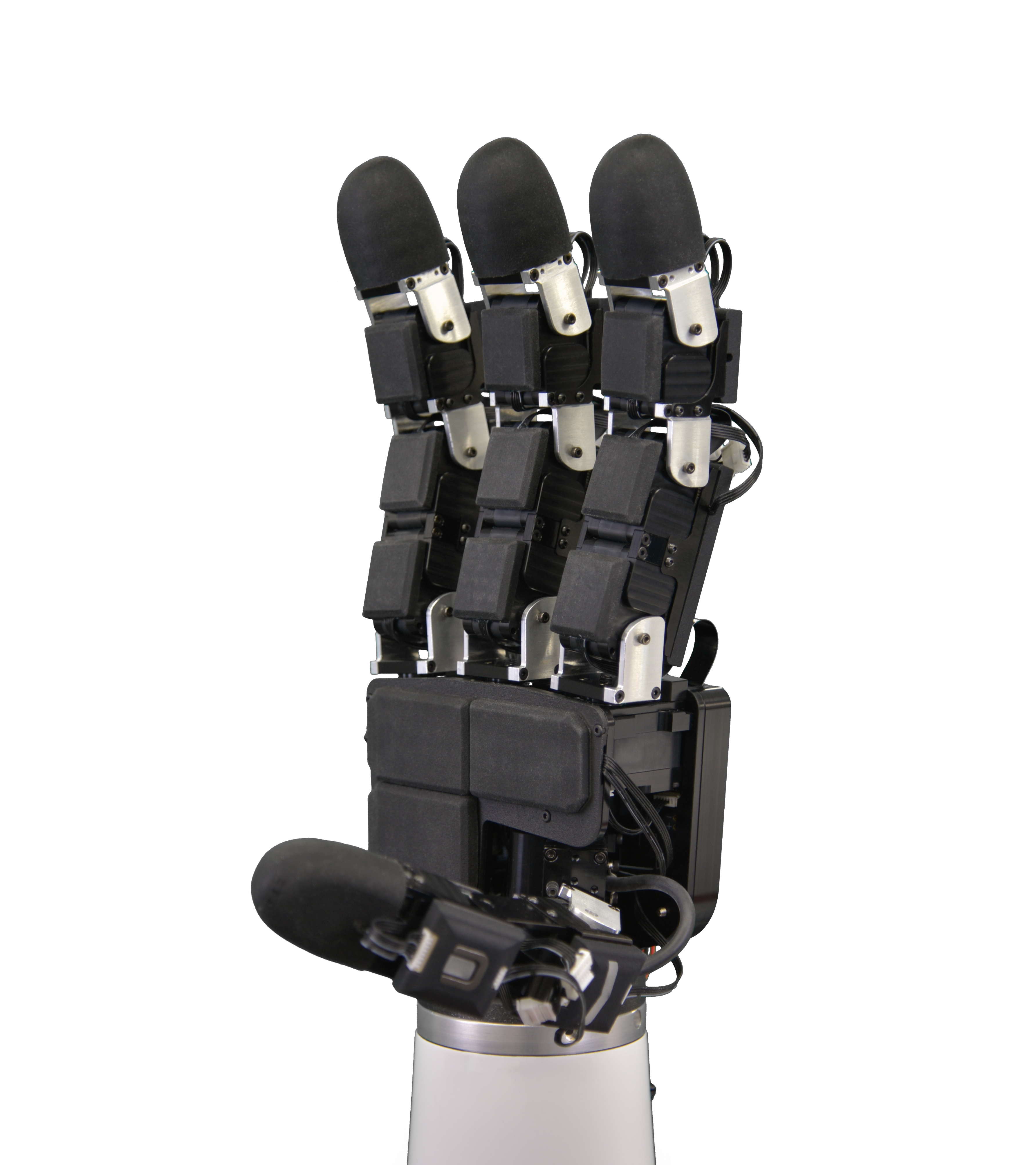
uSkin Sensor por XELA Robotics, um sensor tátil de 3 eixos de alta densidade em um pacote fino, macio e durável, com o mínimo de fiação.

Um sensor tátil é um dispositivo que mede informações provenientes da interação física com seu ambiente. Sensores táteis são geralmente modelados a partir do sentido biológico do toque cutâneo, que é capaz de detectar estímulos resultantes de estimulação mecânica, temperatura e dor (embora a sensação de dor não seja comum em sensores táteis artificiais). Sensores táteis são usados em robótica, hardware de computador e sistemas de segurança. Uma aplicação comum de sensores táteis é em dispositivos touchscreen em telefones celulares e computação.
Os sensores táteis podem ser de diferentes tipos, incluindo sensores piezoresistivos, piezoelétricos, ópticos, capacitivos e elastoresistivos.